# Őzlábgalóca
Az őzlábgalóca (Saproamanita vittadinii) a galócafélék családjába tartozó, Európában és Észak-Afrikában honos, legelőkön, gyepeken élő, ehető gombafaj.

## Megjelenése
Az őzlábgalóca kalapja 5-15 cm széles, fiatalon gömb alakú, majd domborúan, idősen széles domborúan kiterül. Színe fehér, piszkosfehér, közepe idővel okkeresen-barnásan elszíneződik. Széle fiatalon befelé görbülő, később egyenes, nem barázdált. Száraz felszínét pikkely-, tüske- vagy foltszerű, fehér, később rózsaszínes vagy szürkésbarna burokmaradványok borítják. Kalapbőre középen cserepesen felrepedezhet.
Húsa vastag, fiatalon kemény, később megpuhul. Színe fehér, sérülésre nem változik vagy kissé sárgul. Íze nem jellegzetes, szagát karfiolhoz, frissen mosott ruhához hasonlították, idősen kellemetlenül édeskésnek mondják.  
Sűrű, vastag lemezei szabadon állnak. A féllemezek gyakoriak és rövidek. Színük krémszín, esetleg zöldes vagy sárgászöldes árnyalattal. 
Tönkje 8-15 cm magas és 1,5-3 cm vastag. Alakja hengeres, tövénél bunkós vagy orsószerűen elvékonyodó. Színe fehér. A hártyás gallér alatt egész felületét sűrűn borítják a durva, elálló, gyakran sorokba rendezett pikkelyek.
Spórapora fehér vagy krémszínű. Spórája ellipszoid, széles ellipszoid alakú, sima, amiloid, mérete 10-13 × 7,5-10 µm.

### Hasonló fajok
A cafrangos galóca, a tüskés galóca vagy a csipkés őzlábgomba hasonlít hozzá. 

## Elterjedése és élőhelye
Európában (inkább délen) és Észak-Afrikában honos. Magyarországon helyenként nem ritka. 
Nitrofil jellegű gyepes területeken, tápanyagdús talajon él, de előfordul szikes vagy akár homokos mezőkön is. Mérsékelten melegkedvelő. Májustól októberig terem. 
Egyes források szerint ehető, mások szerint mérgező. Ritkasága miatt mindenképpen kíméletet érdemel.
Magyarországon 2005 óta védett, természetvédelmi értéke 5000 Ft.

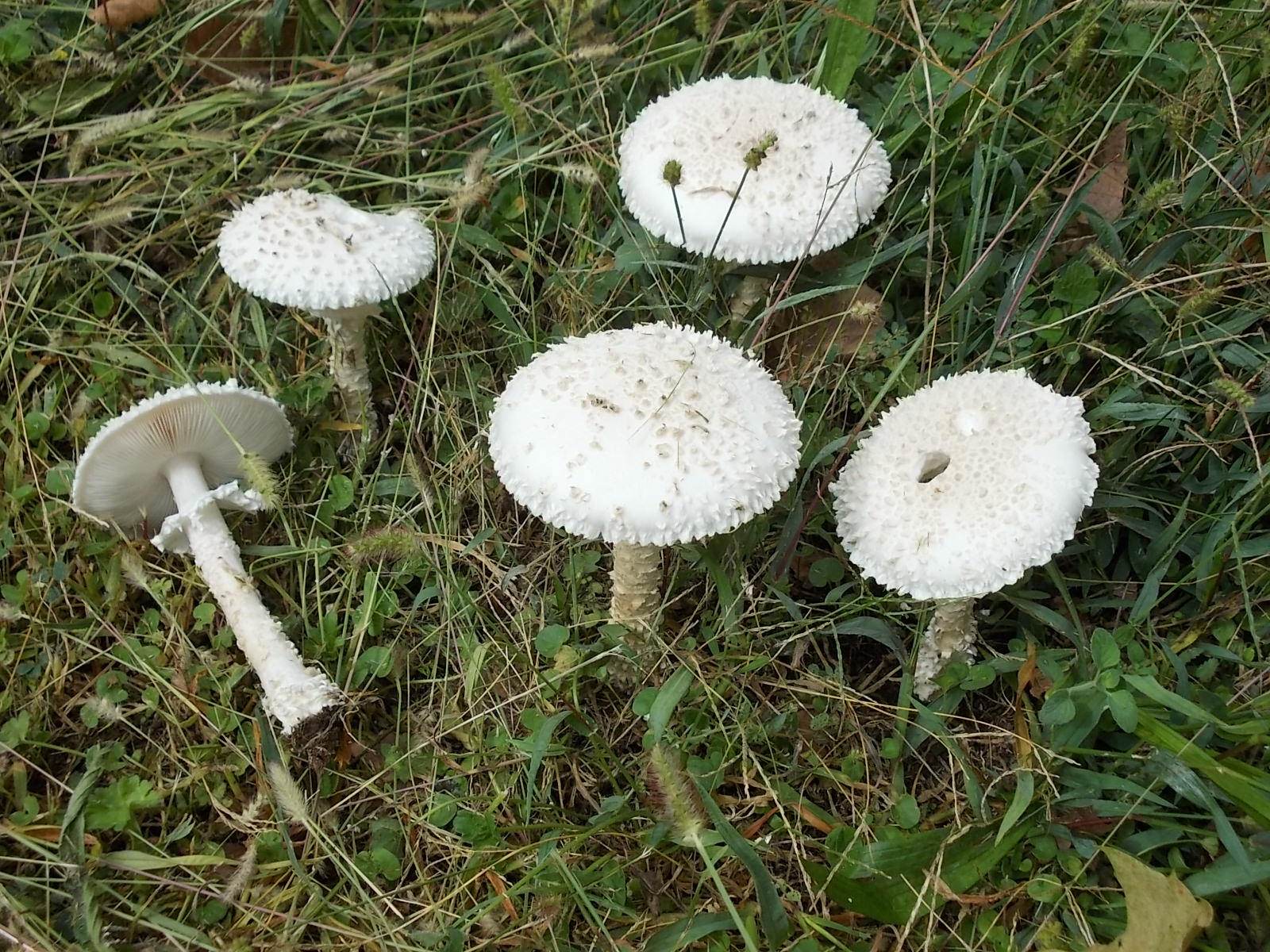
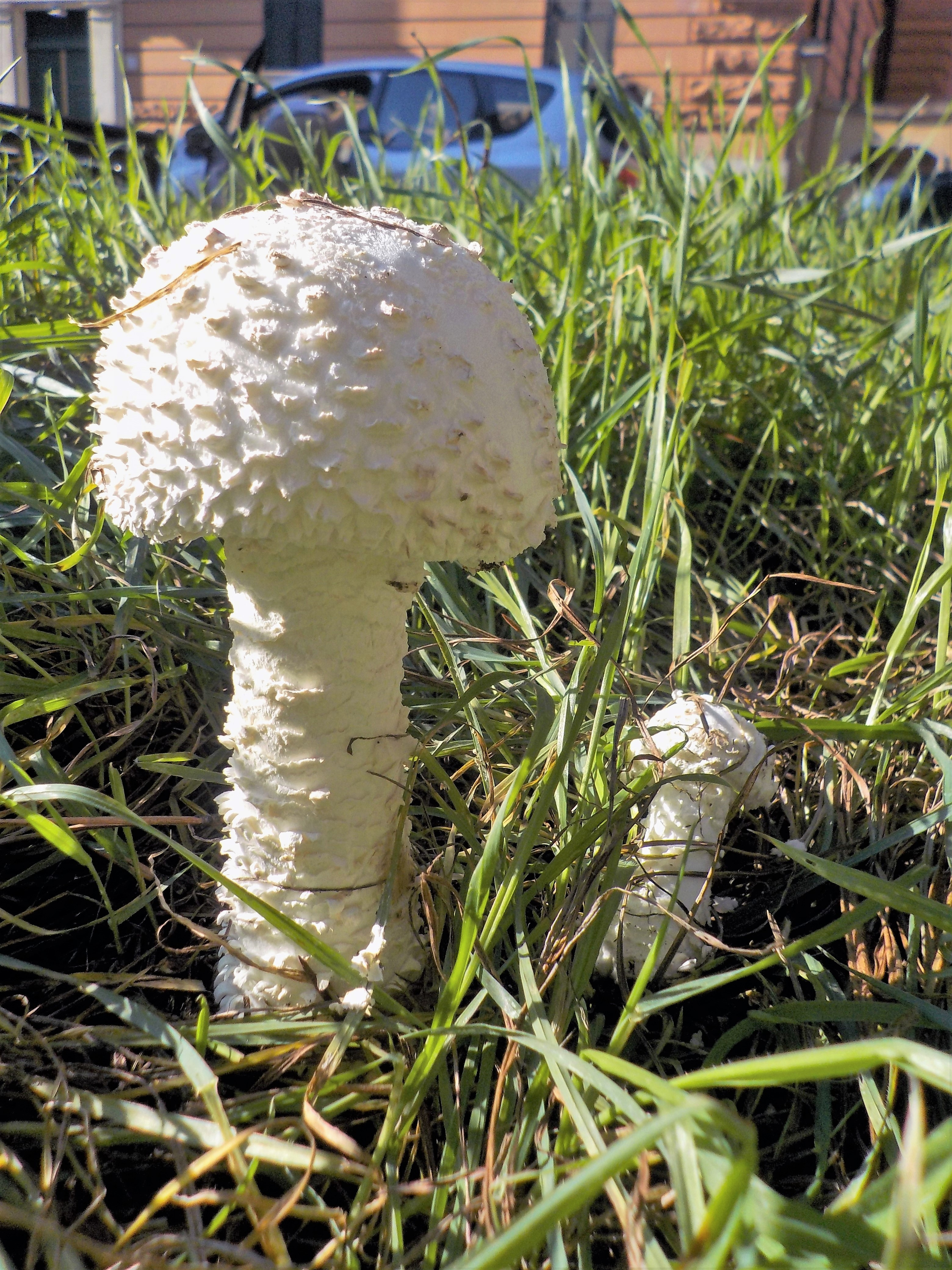
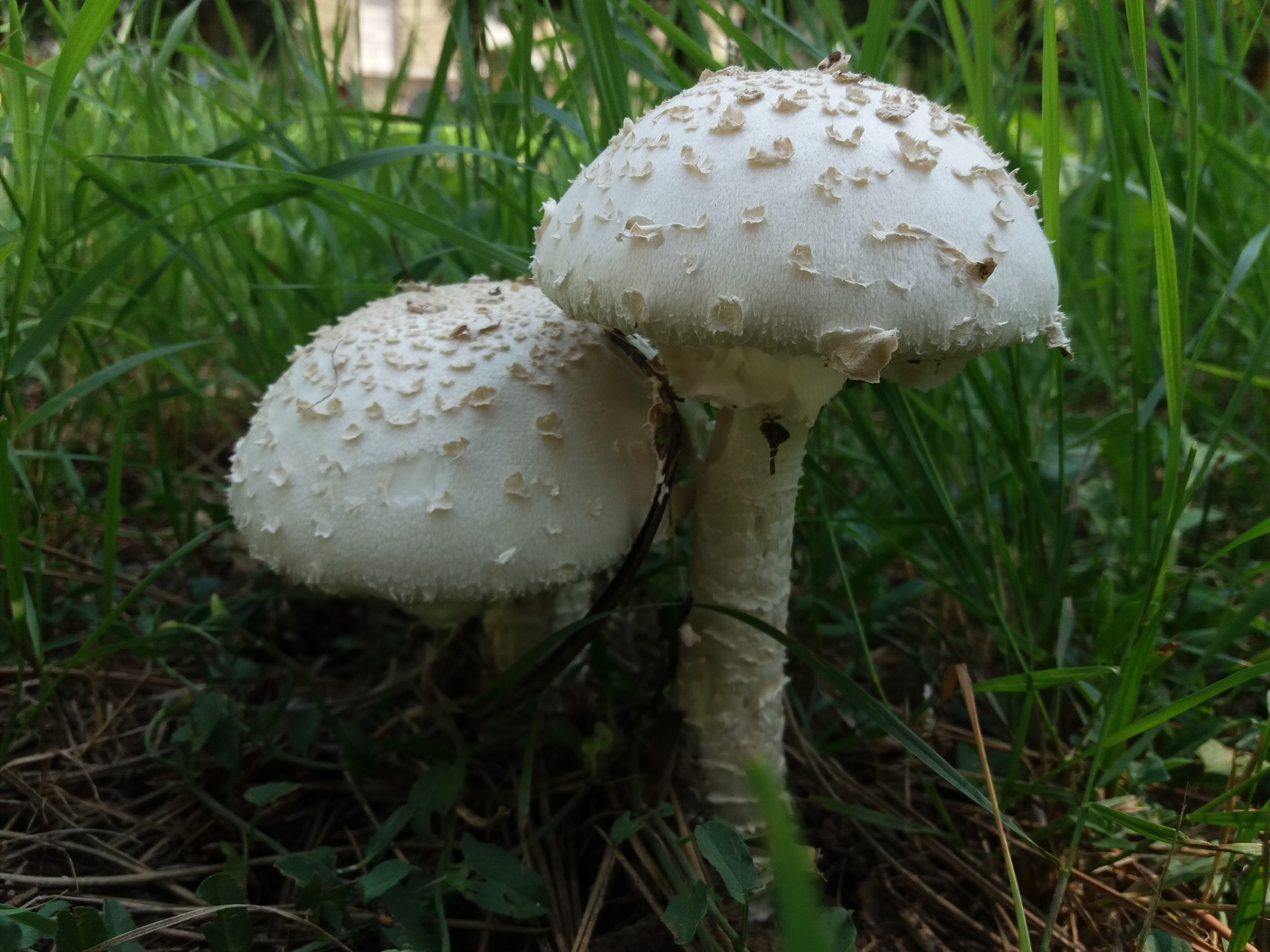
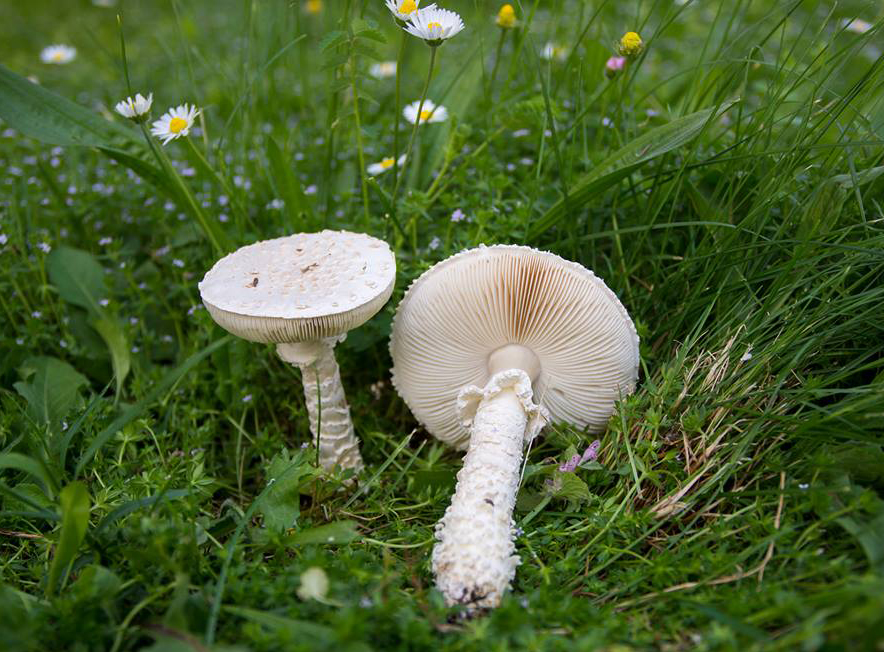
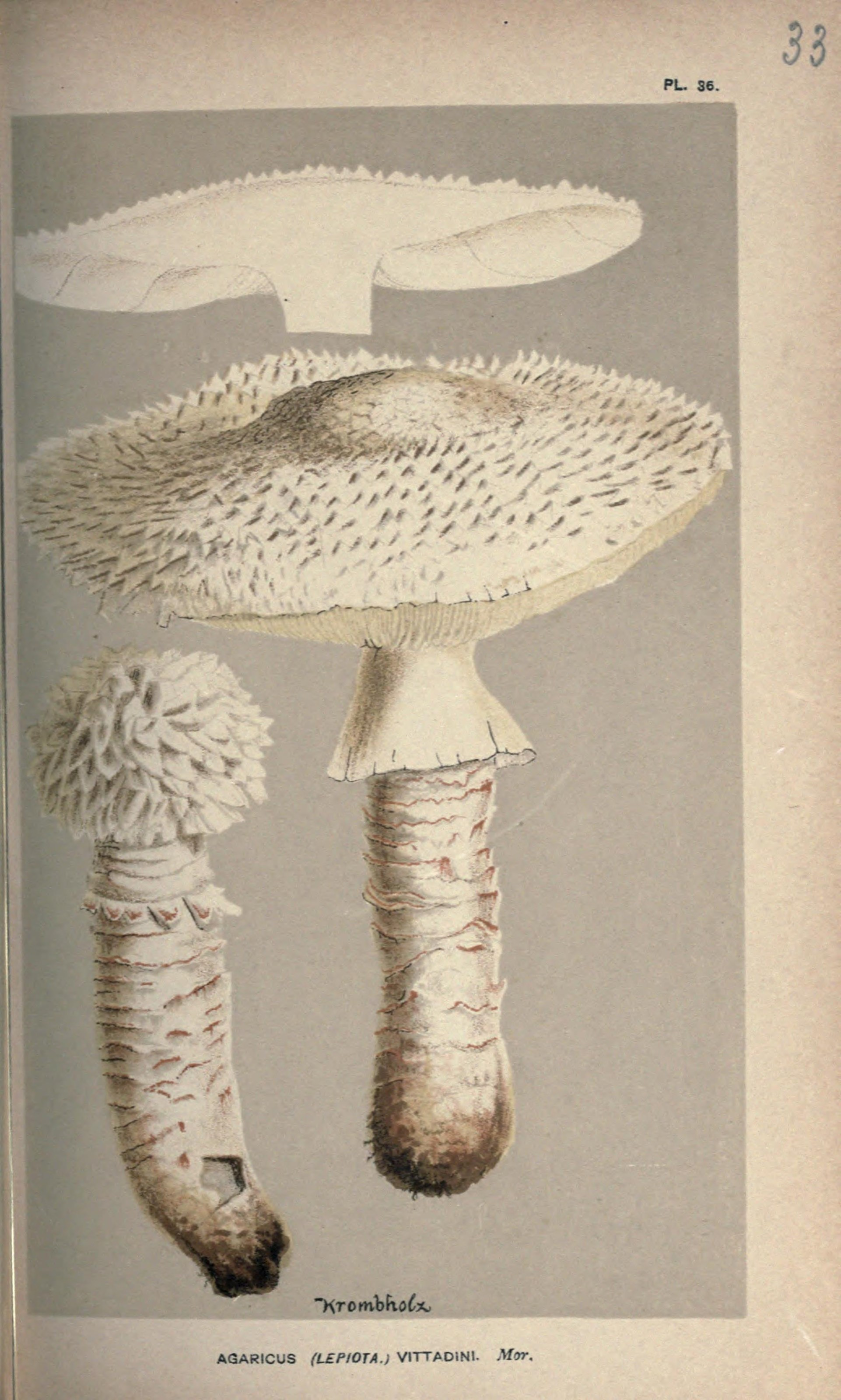